# Brian Brett

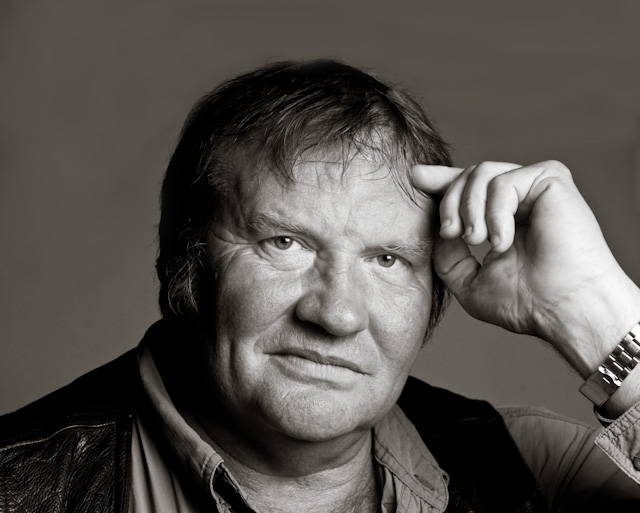
Brian Brett, 2009

Brian Thomas Brett (* 28. April 1950 in Vancouver, British Columbia; † 17. Januar 2024) war ein kanadischer Schriftsteller und Dichter, der verschiedene renommierte kanadische Literaturpreise gewinnen konnte, wie zum Beispiel 2009 den The Writers’ Trust Prize for Nonfiction, 2010 den Bill Duthie Booksellers’ Choice Award und 2012 den Lieutenant Governor’s Award for Literary Excellence. Darüber hinaus war er Vorsitzender der Writers’ Union of Canada.

## Leben
Brian Thomas Brett wurde 1950 in East Vancouver als Sohn von in bescheidenen Verhältnissen lebenden Immigranten mit Cockney und italienischem Hintergrund geboren. Sein Vater war ein einbeiniger Suppenküchenfahrer. Brian Brett studierte Englische Literaturwissenschaften an der Simon Fraser University von 1969 bis 1974. Seit den späten 1960er Jahren schreibt und veröffentlicht Brett, darüber hinaus ist er als Herausgeber bei verschiedenen Verlagshäusern involviert, so auch beim Governor-General’s Award Gewinner Blackfish Press. Diesen Verlag hatte er 1970 zusammen mit seinem Studienfreund Alan Safarik gegründet. Blackfish Press veröffentlichte das Literaturmagazin Blackfish, Bildbände und Literaturbände von F. R. Scott, Earle Birney und Dorothy Livesay.
In den frühen 1970er Jahren begann er seine Arbeit als freischaffender Journalist und Literaturkritiker für verschiedene Publikationen und Tageszeitungen, inklusive The Globe and Mail, Toronto Star, Vancouver Sun, The New Reader, Books in Canada, Victoria Times-Colonist und der in Vancouver erscheinenden The Province. Bei der letztgenannten Zeitung war er zwei Jahre lang zuständiger Literaturkritiker für Lyrik und hatte seine eigene Kolumne. Seine journalistischen Arbeiten erschienen in nahezu jeder größeren Tageszeitung in Kanada und seine Essays in den meisten größeren Literaturmagazinen. Gegenwärtig schreibt er eine monatliche Tageszeitungs-Kolumne mit dem Namen Culture Watch für die Yukon News.
Brett eröffnete das Poetry-in-the-Schools-Programm British Columbias, das Schulkinder für eine gewisse Zeit in die Welt der Lyrik einführt, unterrichtete an Workshops für Kreatives Schreiben in ganz Kanada und war Writer in Residence in Whistler. Er ist Mitglied einer ganzen Reihe von Organisationen angefangen bei P.E.N. International, der League of Canadian Poets, der Federation of BC Writers, bis hin zur Writers’ Union of Canada. Als Mitglied der League of Canadian Poets führte er eine nationale Vortragsreise unter deren Schirmherrschaft durch. Er führte außerdem Lesungen im CBC Radio und verschiedenen anderen Medien durch als auch öffentliche Lesungen, die von Privatorganisationen, Universitäten, der Harbourfront, dem Vancouver International Writers Festival, Saltwater Festival, Sechelt Writers’ Festival, Wordfest: Banff Calgary International Writers Festival, dem Winnipeg International Writers Festival, National Book Festival und dem Canada Council veranstaltet wurden.
Im Mai 2005 wurde Brian Brett zum Vorsitzenden der Writers’ Union of Canada gewählt. In dieser Funktion setzte er sich besonders für die Rechte der Autoren und der kanadischen Kultur ein, bekämpfte die literarische Zensur und unterstützt regionale Buchhandlungen und das Verlagswesen. Seit 2006 unterrichtet er Studenten weltweit im Kreativen Schreiben über ein Fernstudiumprogramm zur Erlangung eines Magistergrades der University of British Columbia.
Auch wenn Brett in verschiedenen Genres schreibt, ist er als Dichter am bekanntesten. Seine erste Gedichtsammlung, Fossil Ground at Phantom Creek (1976) wurde bei Blackfish Press veröffentlicht. Seitdem hat er verschiedene andere Gedichtbände geschrieben und veröffentlicht, darunter Monsters (1981), Smoke Without Exit (1984) und Evolution in Every Direction (1987). Sein Werk New and Selected war 1993 für den Dorothy Livesay Poetry Prize nominiert.
Uproar’s Your Only Music (2004) war eine Zusammenstellung von Gedichten und Prosatexten, in denen Brett reflektierte, dass er als androgyne Persönlichkeit geboren wurde. Dieses Werk war Buch des Jahres der großen überregionalen kanadischen Tageszeitung The Globe and Mail. Verschiedene Gedichte Bretts wurden adaptiert und unter dem Titel Night Directions for the Lost: The Talking Songs of Brian Brett als CD aufgenommen und mit Hilfe des Saltspring Collective herausgebracht.
Darüber hinaus hat der Schriftsteller drei fiktionale Werke verfasst: The Fungus Garden (1988), eine politische Allegorie in Form eines Science-Fiction-Romans, untersucht die Position des Künstlers in der Gesellschaft. Daraufhin folgte Tanganyika (1991), eine Sammlung von dreizehn Kurzgeschichten. Bretts komplexes Werk Coyote (2003) ist gewissermaßen „meta-fiction“, indem der Autor verschiedene Genreeigenschaften von Thriller, Horror, Komödie und Mystery in einer Geschichte um einen Serienmörder, einen Öko-Terroristen und die Royal Canadian Mounted Police verschmolzen hat.
Brian Brett ist Gewinner von verschiedenen Literaturpreisen, inklusive des The Writers’ Trust Prize for Nonfiction, des CBC poetry prize und des BC Book Prize (Booksellers’ Choice).
In seinen 2004 erschienenen Memoiren Uproar’s Your Only Music, bei dem ihm Margaret Atwood als Herausgeberin zur Seite stand, schrieb Brett über die Zeit seines Erwachsenwerdens unter der Belastung an einer seltenen, genetisch bedingten Hormonstörung, die als Kallmann-Syndrom bekannt ist. Diese Krankheit hatte zur Folge, dass der Körper keine Sexualhormone produzierte, er bereits früh an Osteoporose erkrankte, extremen Gefühlsschwankungen ausgesetzt war und an Anosmie litt. Selbst im Alter von 20 Jahren hatte Brian Brett noch keine Anzeichen der Pubertät gezeigt, sodass seine Eltern und seine bis dato zuständigen Ärzte bei ihm an eine Form von Intersexualität glaubten. Erst später wurde die korrekte Diagnose gestellt, woraufhin er Testosteron einnahm, um die Symptome seiner Krankheit behandeln. Daraufhin setzte selbst mit 20 Jahren noch Größenwachstum ein und aufgrund der lebenslangen Einnahme von Testosteron nahm er von 77 bis auf 115 kg zu.
Er selbst beschrieb seine Erfahrungen zusammenfassend auf folgende Weise: „Like Teresias, I’ve seen glimpses of the female and the male in one body – and the intersex, the middlesex, the hermaphrodite, or whatever you want to call it. They are astonishing. And although I don’t believe these glimpses gave me any more wit or intelligence or prophecy, they did give me a varied perspective.“ Kurz vor der Veröffentlichung seiner Erinnerungen wurde er von einer weiblichen Fraktion innerhalb der kanadischen Schriftstellervereinigung verbal bedrängt, da er sich laut Audrey Thomas angeblich nicht in die weibliche Seele und deren Qualen einfühlen könne. Daraufhin entgegnete Brett nur, dass sie überrascht sein würde, wie sehr er dies könne, ging aber zum damaligen Zeitpunkt nicht näher darauf ein.
Er lebt mit seiner Partnerin Sharon auf einer Farm auf Saltspring Island, British Columbia, formt Tonskulpturen und arbeitet zusammen mit landwirtschaftlichen Kooperativen sowie kulturellen Brainstormingexperten als starker Befürworter für lokale Lebensmittelversorgung und schonende Landwirtschaftsmethoden, was sich auch in seinem preisgekrönten Buch Trauma Farm: A Rebel History of Rural Life ausdrückte.
Im November 2009 gewann der Schriftsteller den Canada’s Writers’ Trust Non-Fiction Prize für Trauma Farm: A Rebel History of Rural Life. Das Buch beschreibt einen typischen Tag im Leben seiner Farm, mit Einsichten auf die natürliche Geschichte der Landwirtschaft. Die Jury nannte das Buch „a lively, well-researched blend of memoir and socio-political commentary; a rare celebration of youth, age, and the tumultuous, surprising journey between them.“
2012 kürte ihn die Jury, zu der unter anderem auch George Bowering und Max Wyman gehörten, zum Gewinner des ebenfalls zu den BC Book Prizes gehörenden Lieutenant Governor’s Award for Literary Excellence, um sowohl Brian Bretts besonderen Anteil an der Weiterentwicklung der Literaturqualität in British Columbia zu würdigen, als auch den substanziellen Teil seines literarischen Gesamtwerks während seiner bisherigen schriftstellerischen Karriere hervorzuheben.

## Rezension
- „Brian Brett’s memoir Uproar’s Your Only Music (2004) reads like a Canadian suburban equivalent of Jerzy Kozinski's The Painted Bird, a harrowing tale of survival that elicits both admiration and sympathy.“[12]
- „Trauma Farm is an eccentric but important contribution to BC bookshelves. The beauty of the book is that there are people like Brett living in the province and making a living on the edge, yet finding their centre in the mundane. For the reader who wants a historical portrait of the small farm, this book will not fill the bill; however, for those open to the ramblings and ruminations of the eccentric farmer on British Columbia’s economic and social fringe, Trauma Farm captures the meaning and message of West Coast existence.“[15]
- „Trauma Farm is not your standard memoir that follows a chronological timeline. Nor is it a rural story populated with quaint country characters à la Wingfield Farm. Rather, Brett distills 18 years of experience and observations of rural life into a single day. And setting the tone for this often raucous book, he begins that day with a predawn, moonlit walk clad only in gumboots. Brett hangs meditations of farm life, observations on biology and botany, and musings about the modern world on this Joycean structure. His writing is so vivid, the observations so telling, that a reader can virtually feel the smooth heft of a collected egg in the palm of a hand or hear the goofy, honking dawn call of the peacock.“[16]
- „Trauma Farm reads almost as an invitation, a provocation, to make the natural, rooted, harmonious existence our own in whatever small ways we can. It is a striking, stunning book, easily one of the best of the year.“[17]

## Werk

### Prosa und Lyrik
- Fossil Ground at Phantom Creek. Holzschnitte und Zeichnungen: Leonard Brett, Blackfish Press, Burnaby BC 1976.
- Smoke Without Exit. Sono Nis Press, Victoria BC 1984, ISBN 0-919203-25-6.
- Evolution in Every Direction. Thistledown Press, Saskatoon 1987, ISBN 0-920633-32-3.
- The Fungus Garden. Thistledown Press, Saskatoon 1988, ISBN 0-920633-47-1.
- Tanganyika. Thistledown Press, Saskatoon 1991, ISBN 0-920633-81-1.
- Poems: New and Selected. Sono Nis Press, Victoria BC 1993, ISBN 1-55039-036-8.
- Allegories of Love and Disaster. Exile Editions, Toronto 1993, ISBN 1-55096-069-5.
- The Colour of Bones in a Stream. Sono Nis Press, Victoria BC 1998, ISBN 1-55039-084-8.
- Coyote. A Mystery. Thistledown Press, Saskatoon 2003, ISBN 1-894345-53-3.
- Uproar’s Your Only Music.  Exile Editions, Toronto 2004, ISBN 1-55096-607-3.
- Trauma Farm: A Rebel History of Rural Life. Greystone Books, Vancouver 2009, ISBN 978-1-55365-474-2.
- Once Again, Yellow Slate Mountain. In: The Malahat Review Frühling 2010, No. 170.

### Diskographie
- Night Directions for the Lost - The Talking Songs of Brian Brett. Tongue & Groove Records, 2003.
- He is a robot. 2009.

### Anthologien
- Open Wide Wilderness: Canadian Nature Poems, Wilfrid Laurier Press, herausgegeben von Nancy Holmes. 2009.
- A Verse Map of Vancouver herausgegeben von George McWhirter, Anvil Press, 2009.
- Wild Rivers of the Yukon’s Peel Watershed: A Traveller’s Guide (Gedichte & Prosa), Juri Peepre und Sarah Locke, 2008.
- Writing The West Coast, Ronsdale Press, 2008.
- Three Rivers: The Yukon’s Great Boreal Wilderness Harbour Publishing, 2005.
- Rendezvous With The Wild Houghton Mifflin, 2004.
- The Eye In The Thicket (Essay zur Naturgeschichte) Thistledown Books 2002.
- Mocambo Nights, herausgegeben von Patrick Lane, Ekstasis Editions, 2001.
- Lost Classics herausgegeben von Ondaatje, Spalding, Redhill (Essays) Anchor Classics, 2001.
- In The Clear (Fiktion & Gedichte) Thistledown Books, 1998.
- What is Already Known (Fiktion & Gedichte) Thistledown Books, 1995.
- How I Learned To Speak Dog (Gedichte & Prosa) Douglas & McIntyre.
- Witness To Wilderness (Gedichte & Prosa), Arsenal Pulp Press, 1994.
- Because You Loved Being A Stranger, (Gedichte) herausgegeben von Susan Musgrave, Harbour Publishing, 1994.
- Myths & Voices (Short Stories), White Pine Press, U.S.A.,1993.
- The Last Map Is The Heart (Kurzgeschichten), Thistledown Books, 1989.
- 15 Years In Exile, Exile, 1992.
- Vancouver Poetry (Gedichte), Polestar Press, 1986.
- For Rexroth (Gedichte), The Ark, 1980.
- Western Windows (Gedichte & Prosa), Commcept Publishing Ltd., 1977.
- A Government Job At Last (Gedichte), MacLeod Books, 1977.

## Auszeichnungen und Nominierungen
- 1993: Shortlist Dorothy Livesay Poetry Prize für New and Selected
- 2009: Writers’ Trust Non-Fiction Prize für Trauma Farm: A Rebel History of Rural Life
- 2010: Bill Duthie Booksellers’ Choice Award für Trauma Farm: A Rebel History of Rural Life (Greystone Books)
- 2010: Shortlist Hubert Evans Non-Fiction Prize für Trauma Farm: A Rebel History of Rural Life
- 2010: Shortlist Roderick Haig-Brown Regional Prize für Trauma Farm: A Rebel History of Rural Life
- 2010: Finalist William Saroyan International Prize for Writing für Trauma Farm: A Rebel History of Rural Life[18]
- 2012: Lieutenant Governor’s Award for Literary Excellence[19]
- 2016: Hubert Evans Non-Fiction Prize für Tuco: The Parrot, the Others, and A Scattershot World
- 2016: Matt Cohen Award: In Celebration of a Writing Life, für sein Lebenswerk